# Central geotérmica

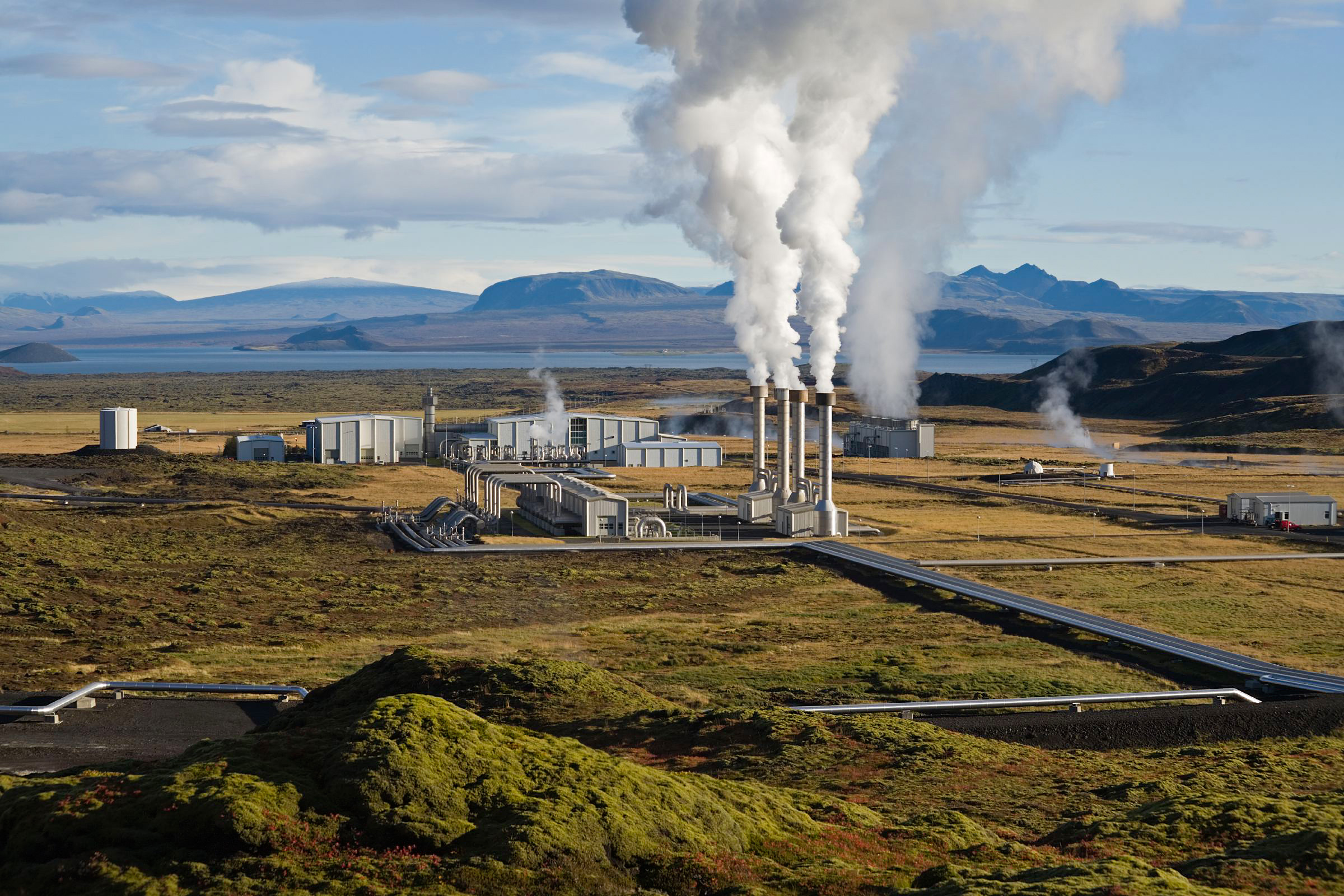
A usina geotérmica de Nesjavellir, próxima a Þingvellir, Islândia.

Central Geotérmica (português europeu) ou Usina geotérmica (português brasileiro) é um tipo de central elétrica, que utiliza energia geotérmica, o calor que provem do interior da Terra para gerar energia elétrica.

## História
A primeira central deste tipo data de 1904 e conseguiu por em funcionamento quatro lâmpadas. Nos dias de hoje este tipo de centrais evolui e podem fornecer potências na ordem dos 500 MW instalados.
A produção de electricidade baseia-se no ciclo de turbina a vapor (ciclo de Rankine). Exemplo deste tipo de central existe na Ilha de São Miguel (Açores), Central Geotérmica do Pico Vermelho.
A eficiência deste tipo de centrais até há uns anos era bastante reduzida. Neste momento esta tecnologia está ainda em evolução e promete grandes vantagens face aos outros tipos de centrais.

## Vantagens
- Não consome recursos não renováveis
- Produção Aceitável
- É uma fonte de energia renovável

## Desvantagens
- Cria instabilidade Geológica no sítio onde é instalada
- Em certos casos pode ser fonte de poluição sonora
- Produz dióxido de carbono